# Now He Sings, Now He Sobs
| 전문가 평가                          | 전문가 평가 |
| 평가 점수                            | 평가 점수   |
| 출처                                 | 점수        |
| ------------------------------------ | ----------- |
| AllMusic                             | [ 2 ]       |
| The Penguin Guide to Jazz Recordings | [ 3 ]       |
| The Rolling Stone Jazz Record Guide  | [ 4 ]       |

《Now He Sings, Now He Sobs》는 1968년 12월 솔리드 스테이트 레코드에서 발매된 미국의 재즈 피아니스트 칙 코리아의 두 번째 스튜디오 음반이다. 이 음반에는 코리아가 베이시스트 미로슬라브 비토우스와 드러머 로이 헤인즈와 함께 트리오로 구성되어 있다. 2002년 블루 노트 레코드에 의해 CD로 재발행되었으며 같은 세션에서 8곡의 보너스 트랙이 녹음되었다.
원래 음반에 수록된 모든 곡들은 코리아의 아이디어를 기반으로 한 즉흥곡이며, 일부 곡들은 완전히 자유로운 즉흥곡(예: 〈The Law of Falling and Catching Up〉과 〈Fragments〉)이다. 비토우스와 헤인즈는 《Trio Music》 (1982년), 《Trio Music Live in Europe》 (1986년), 《The Trio Live From The Country Club》 (1996년)에서 어쿠스틱 트리오로 코리아와 재회한다.

## 반응
가수 빌랄은 이 음반을 그가 가장 좋아하는 25개의 음반 중 하나로 꼽으며 다음과 같이 설명했다. "저는 이 음반이 역대 최고의 재즈 트리오 음반 중 하나일 뿐이라고 생각합니다. 주로 제가 이야기하는 모든 재즈 뮤지션들이 그 음반을 사랑합니다. 그것은 단지 클래식입니다."

## 곡 목록
모든 곡들은 칙 코리아에 의해 작곡하였다.
| #  | 제목                                    | 재생 시간 |
| -- | --------------------------------------- | --------- |
| 1. | 〈Steps - What Was〉                    | 13:53     |
| 2. | 〈Matrix〉                              | 6:29      |
| 3. | 〈Now He Sings, Now He Sobs〉           | 7:05      |
| 4. | 〈Now He Beats the Drum, Now He Stops〉 | 10:40     |
| 5. | 〈The Law of Falling and Catching Up〉  | 2:28      |